# Charles Yorke (5e comte de Hardwicke)
Charles Philip Yorke, 5e comte de Hardwicke, (23 avril 1836 - 18 mai 1897), titré vicomte Royston jusqu'en 1873, et surnommé Champagne Charlie pour son amour de la haute vie, est un aristocrate britannique, homme politique conservateur, dandy qui termine en faillite.

## Biographie
Il est le fils aîné de l'amiral Charles Yorke (4e comte de Hardwicke), et de Susan, fille de Thomas Liddell (1er baron Ravensworth). Elliot Yorke est son frère cadet.
Pendant ses études au Trinity College de Cambridge, Hardwicke joue au cricket de première classe à quatre reprises pour le Cambridge University Cricket Club en 1856 et 1857.
Il est élu au Parlement pour le Cambridgeshire en 1865, (succédant à son oncle Eliot Yorke) et sert sous le comte de Derby et Benjamin Disraeli comme contrôleur de la maison entre 1866 et 1868. Il est admis au Conseil privé en 1866.

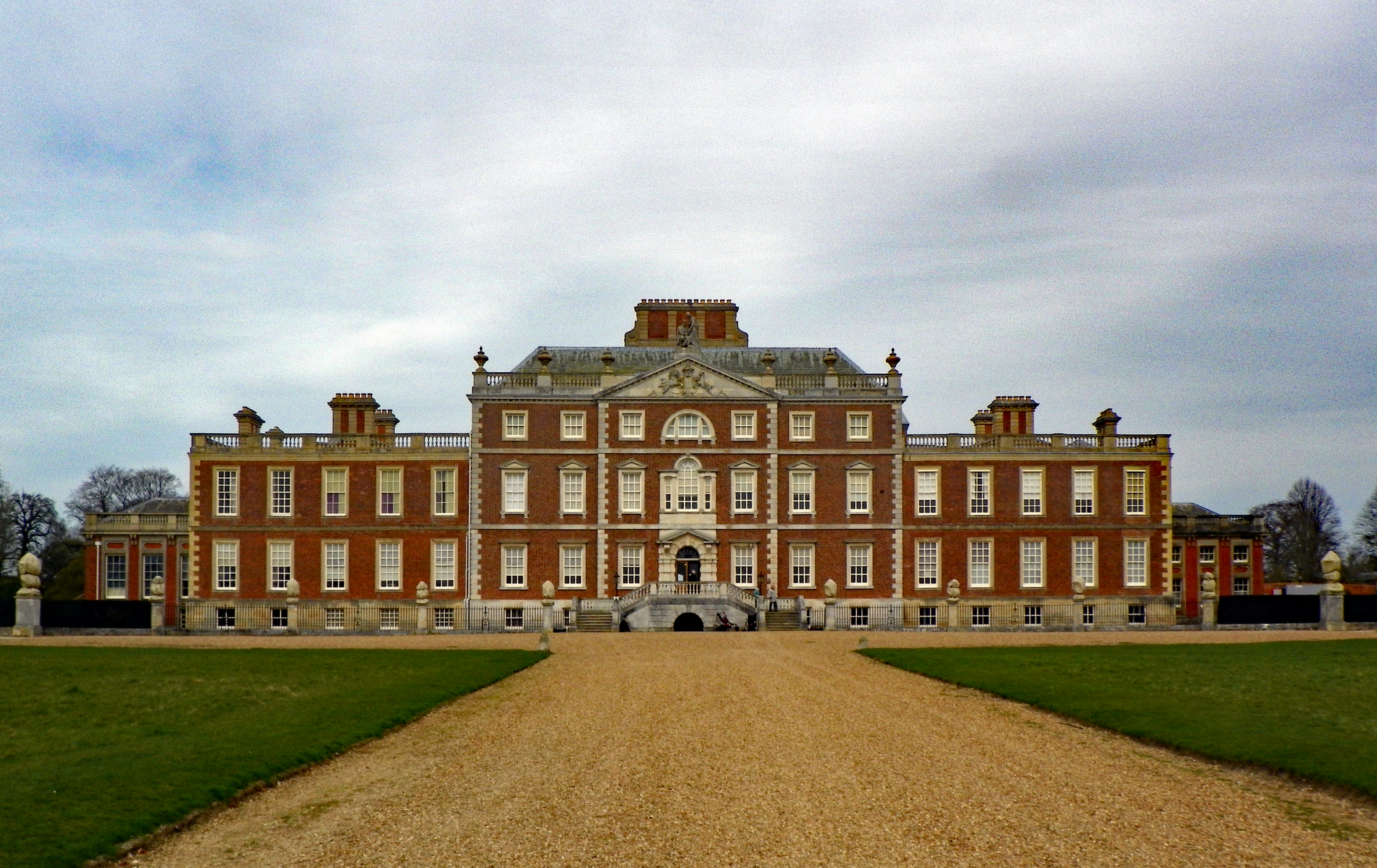
Wimpole Hall

En 1873, il succède à son père dans le comté et hérite des domaines, dont Wimpole Hall dans le Cambridgeshire, et entre à la Chambre des lords. L'année suivante, il est nommé maître des Buckhounds sous Disraeli et continue à occuper ce poste jusqu'à la chute du gouvernement en 1880.
En 1879, Lord Hardwicke organise une course de chevaux, les Hardwicke Stakes, qui porte son nom,.
Joueur invétéré, le 5e comte accumule d'énormes dettes auprès de la banque Agar-Robartes et est obligé de mettre le domaine de Wimpole Hall en vente aux enchères en 1891. Comme il n'arrive pas au prix de réserve, Lord Robartes, en tant que président de Agar-Robartes Bank, accepte le domaine en règlement.

## Famille
Lord Hardwicke épouse Sophia Georgiana Robertina, fille de Henry Richard Charles Wellesley, en 1863. Ils ont un fils et deux filles. Il est décédé en mai 1897, à l'âge de 61 ans, et son fils unique, Albert Yorke (6e comte de Hardwicke) lui succède. La comtesse de Hardwicke est décédée en juin 1923.